# Les Hybrides
Les Hybrides (The Erlenmeyer Flask) est le 24e et dernier épisode de la saison 1 de la série télévisée X-Files. Dans cet épisode, qui fait partie de l'arc mythologique de la série, Mulder et Scully découvrent des preuves d'une expérience gouvernementale secrète impliquant de l'ADN extraterrestre.
La tagline habituelle du générique change pour la première fois dans la série. L'épisode introduit plusieurs nouveaux concepts scénaristiques qui seront utilisés fréquemment dans les saisons ultérieures. Il a obtenu des critiques favorables.

## Résumé
Dans le Maryland, plusieurs véhicules de police poursuivent une voiture conduite par le docteur William Secare. Arrêté sur les quais, celui-ci vient étonnamment à bout des policiers mais est touché par une balle au moment où il saute dans l'océan. Il ne réapparaît pas à la surface mais les policiers trouvent des traces de sang vert. Gorge profonde attire l'attention de Mulder sur cette affaire. Mulder et Scully interrogent alors le docteur Terrance Berube, à qui la voiture appartenait, mais n'en tirent rien. Dans la nuit, Berube est tué par un homme aux cheveux coupés en brosse qui maquille la mort en suicide.
Mulder trouve sur la scène du meurtre une fiole Erlenmeyer, sur laquelle sont marqués les mots Purity Control, que Scully fait analyser par le docteur Carpenter de l'université de Georgetown. Pendant ce temps, Mulder fouille le bureau de Berube et y trouve les clés d'un entrepôt. Sans se douter qu'il est surveillé par l'homme aux cheveux coupés en brosse, il reçoit un appel de Secare, blessé, qui s'évanouit avant de pouvoir dire où il se trouve. En arrivant à l'entrepôt, Mulder découvre cinq hommes suspendus dans des cuves ainsi qu'une sixième cuve vide. De son côté, Scully apprend de Carpenter que la bactérie présente dans la fiole est d'origine extraterrestre. Secouée par cette révélation, elle accompagne Mulder lorsque celui-ci retourne à l'entrepôt le lendemain mais celui-ci est désormais complètement vide. Gorge profonde fait alors son apparition et apprend aux deux agents que Berube menait pour le gouvernement des expériences sur une hybridation humains-extraterrestres sur six volontaires, dont Secare, atteints de maladies incurables. L'expérience a non seulement guéri Secare mais lui a donné une force surhumaine et la faculté de respirer sous l'eau, et Berube a ensuite aidé Secare à fuir quand le gouvernement a donné l'ordre de faire disparaître les cobayes.
Alors que Scully apprend que Carpenter a été tuée dans un « accident de voiture », Mulder retourne chez Berube. Il y trouve Secare mais ce dernier est tué par l'homme aux cheveux coupés en brosse. Exposé au gaz toxique s'échappant de la blessure de Secare, Mulder s'évanouit et est capturé. Gorge profonde donne à Scully l'accès à un laboratoire secret afin qu'elle y obtienne une monnaie d'échange contre Mulder, et Scully y récupère un fœtus extraterrestre immergé dans de l'azote liquide. L'échange a lieu en pleine nuit sur un pont routier mais Gorge profonde est abattu juste après par l'homme aux cheveux coupés en brosse. Scully récupère un Mulder inconscient mais en vie et recueille les derniers mots de Gorge profonde : « Ne faites confiance à personne ». Treize jours plus tard, Mulder apprend à Scully que le bureau des « affaires non classées » vient d'être fermé. L'homme à la cigarette remise le fœtus extraterrestre dans une immense salle située sous le Pentagone.

## Distribution
- David Duchovny : Fox Mulder
- Gillian Anderson : Dana Scully
- Jerry Hardin : Gorge profonde
- Lindsey Ginter : l'homme aux cheveux coupés en brosse
- Anne DeSalvo : le docteur Anne Carpenter
- Simon Webb : le docteur William Secare
- William B. Davis : l'homme à la cigarette

## Production

### Préproduction
Après une saison riche en expérience accumulée, Chris Carter essaie avec ce scénario de donner des bases solides à l'arc narratif principal, dit « mythologique », de la série et écrit une scène déterminante qui ébranle les convictions de Scully. L'épisode introduit plusieurs concepts qui seront utilisés à de multiples reprises dans les épisodes de l'arc mythologique des saisons ultérieures : la conspiration gouvernementale et les assassins à sa solde, les expérimentations génétiques, les hybrides humains-extraterrestres, la toxicité du sang extraterrestre et les fœtus extraterrestres.
Le personnage de Gorge profonde est tué pour donner aux spectateurs le sentiment que personne n'est intouchable dans la série, en dehors de Mulder et Scully, alors que la décision de fermer le bureau des « affaires non classées » est prise pour permettre à la production de négocier au mieux la grossesse annoncée de Gillian Anderson, qui va affecter significativement le développement de la deuxième saison, en séparant les deux acteurs principaux. Les responsables de la Fox s'opposent initialement à cette idée car ils pensent que cela va faire croire aux spectateurs que la série est annulée.
L'idée des vapeurs toxiques s'échappant des blessures de Secare est inspirée à Carter par le cas de Gloria Ramirez. La fin de l'épisode montrant l'homme à la cigarette rangeant les preuves dans une salle du Pentagone renvoie à une scène similaire de la conclusion de l'épisode pilote. La tagline habituelle du générique, The Truth Is Out There, est modifiée pour la première fois dans la série, devenant pour l'occasion Trust No One, les derniers mots de Gorge profonde.

### Tournage
La poursuite en voiture qui ouvre l'épisode est filmée par la deuxième équipe, dirigée par J.P. Finn, sur le chantier naval abandonné de Versatal Shipyard à North Vancouver. Cet endroit sera réutilisé dans la troisième saison pour l'épisode Meurtres sur Internet. Selon le réalisateur R. W. Goodwin, la scène la plus difficile à tourner a été celle avec les singes du laboratoire du docteur Berube.
Pour la scène où le docteur Secare refait surface après avoir sauté dans l'océan, l'acteur Simon Webb, qui est aquaphobe, se tient sur une grue placée sous l'eau. L'adresse de l'entrepôt où Mulder trouve les cuves, 1616 Pandora, fait référence à la légende de la boîte de Pandore. La scène où Scully dérobe le fœtus extraterrestre immergé dans de l'azote liquide doit être tournée à nouveau car, lors de la première prise, le faux fœtus se désagrège en raison de la chaleur due à l'éclairage du studio.

## Accueil

### Audiences
Lors de sa première diffusion aux États-Unis, l'épisode réalise un score de 8,8 sur l'échelle de Nielsen, avec 16 % de parts de marché, et est regardé par 14 millions de téléspectateurs.

### Accueil critique
L'épisode obtient des critiques globalement favorables. Dans leur livre sur la série, Robert Shearman et Lars Pearson lui donnent la note de 4/5. Zack Handlen, du site The A.V. Club, évoque un épisode essentiel pour la série, à la fois « captivant, intelligent et courageux ». John Keegan, du site Critical Myth, lui donne la note de 9/10. Sarah Stegall, du site Munchkyn Zone, lui donne la note de 4/5.
En France, le site Le Monde des Avengers lui donne la note de 4/4. Pour le site Daily Mars, « Chris Carter referme la première saison sur un thriller scientifique haletant, au rythme d’horloger, et qui donne à sa série une toute [sic] autre dimension » alors que la mort brutale de Gorge profonde « est une surprise comme la télévision n’en produit que rarement ».

### Distinctions
Chris Carter reçoit une nomination pour le prix Edgar-Allan-Poe 1995 du meilleur scénario d'épisode de série télévisée.